# Mandalay Pictures
Mandalay Pictures (пізніше Mandalay Independent Pictures і Mandalay Vision) — американська кіновиробнича компанія, створена 27 травня 1995 року продюсером та бізнесменом Пітер Губер. Це дочірня компанія розважальної компанії Mandalay Entertainment Group. У 1997—2002 роках вона належала до медіакомпанії Lionsgate, який володів часткою в компанії, поки не відмовився від права володіти Mandalay. Талісман компанії є тигр.

## Історія
Кіностудія була створена одночасно з материнською компанією Mandalay Entertainment в 1995 році Пітером Губером, який раніше очолював Sony Pictures Entertainment і The Guber-Peters Company. Спочатку він уклав ексклюзивну угоду про кіно та телебачення з Sony Pictures Entertainment, яка випускала свої фільми через лейбли розповсюдження Columbia та TriStar.
У 1998 році вона була переведена від Sony до Paramount Pictures. Водночас він уклав партнерство з Lionsgate Entertainment для придбання активів компанії. Угода не включала телевізійний підрозділ, який залишився у Sony Pictures Entertainment.
У 2002 році угода була передана від Paramount Pictures до Universal Pictures і запустила її міжнародний відділ продажів. У листопаді цього року вона була відокремлена від Lionsgate Entertainment.